# كلود برتراند
كلود برتراند (بالفرنسية: Claude Bertrand)‏
```
(و. 
1919
 – 
1986
 
م
) هو 
ممثل
، وممثل دُبلاج، من 
فرنسا
، توفي في 
مونبلييه
، عن عمر يناهز 67 عاماً
[
2
]
 بسبب 
سرطان
.
```

## وصلات خارجية
- كلود برتراند على موقع IMDb (الإنجليزية)
- كلود برتراند على موقع ألو سيني (الفرنسية)
- كلود برتراند على موقع ميوزك برينز (الإنجليزية)
- كلود برتراند على موقع أول موفي (الإنجليزية)
- كلود برتراند على موقع قاعدة بيانات الأفلام السويدية (السويدية)
- كلود برتراند على موقع ديسكوغز (الإنجليزية)
- كلود برتراند على موقع قاعدة بيانات الفيلم (الإنجليزية)
- كلود برتراند على موقع كينوبويسك (الروسية)